# Kortgevelboerderij

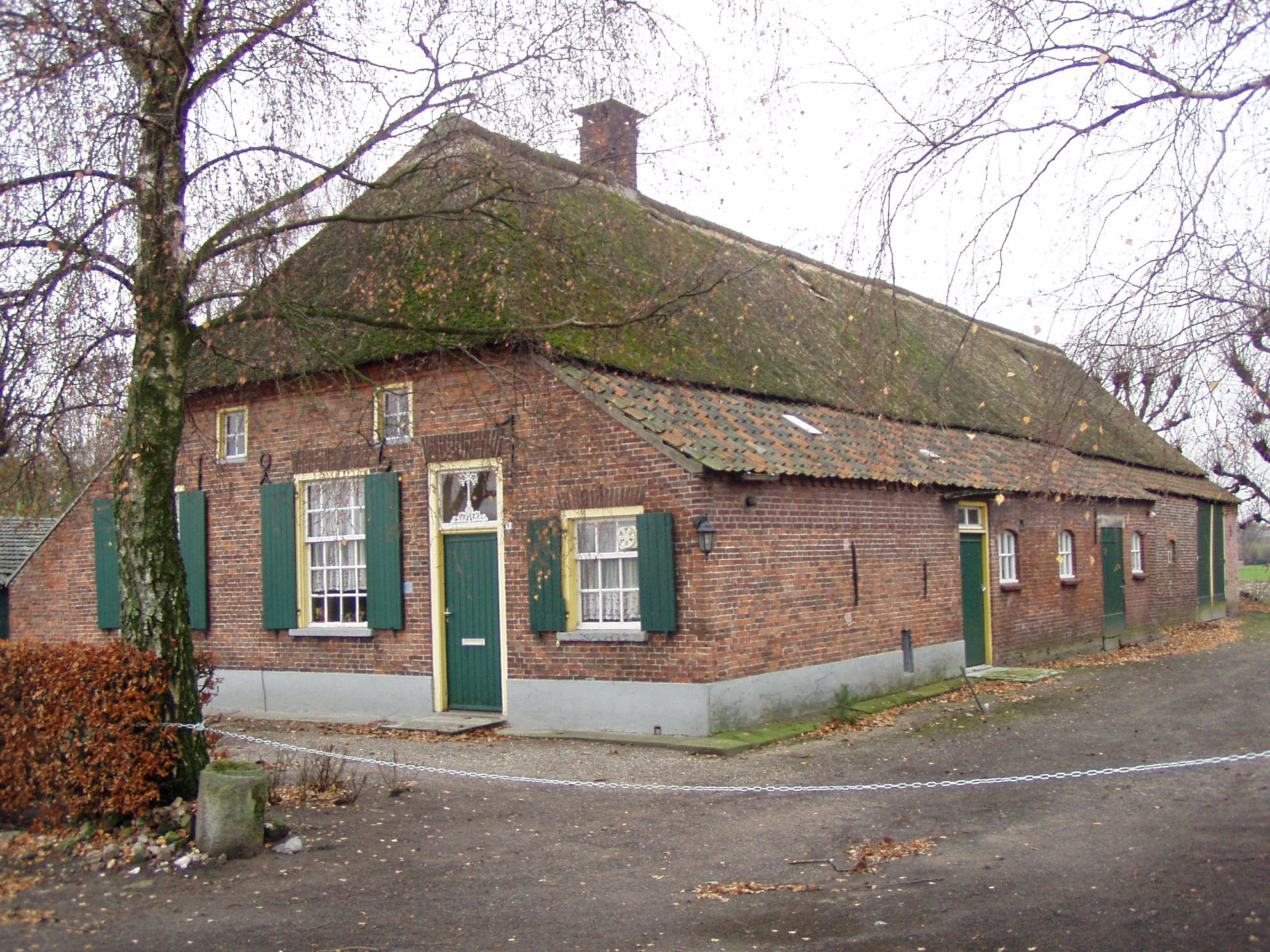
Kortgevelboerderij in Uden

Een kortgevelboerderij is een boerderijtype van het hallenhuistype dat vooral in het noordoostelijk deel van de provincie Noord-Brabant voorkomt. Een variant hiervan is de hoekgevelboerderij.
Het oudste type kortgevelboerderij heeft een middenlangsdeel, latere exemplaren hebben in de regel een dwarsdeel.
In tegenstelling tot de langgevelboerderij, die kenmerkend is voor een groot deel van deze provincie, bevindt de ingang naar het woonhuis zich bij de kortgevelboerderij in de voorgevel. Een dergelijke boerderij is ook veel breder en gedrongener dan de langgevelboerderij.
De indeling bestaat van voor naar achteren uit het woonhuis, de potstal en de schuur.
Kortgevelboerderijen vindt men vooral in de Langstraat, het Kwartier van Peelland en het Kwartier van Maasland.
De meeste boerderijen van dit type die er nu nog over zijn stammen uit de 19e en het begin van de 20e eeuw, maar er bestaan ook oudere exemplaren.
Vele kortgevelboerderijen zijn geclassificeerd als monument.